# Charles de Bryas
Charles Ghislain Marie Louis Alphonse de Bryas (8 februari 1786 - Parijs, 19 april 1853) was een Zuid-Nederlands edelman.

## Geschiedenis
- De familie De Bryas deed zijn stamboom opklimmen tot in de veertiende eeuw.
- In 1645 verleende koning Filips IV van Spanje de titel markies op de Artesische heerlijkheid Molenghien aan Ghislain de Bryas, kapitein-generaal van de lichte cavalerie aan het Portugese front.
- In 1649 verleende dezelfde koning de titel graaf op de heerlijkheid Bryas aan Charles de Bryas, gouverneur van Mariembourg.
- In 1692 verleende koning Lodewijk XIV van Frankrijk de titel 'marquis de Rognon' aan een de Bryas.
- In 1787 verleende keizer Jozef II de titel graaf van Hollenfels aan Jean-Frédéric de Brias, luitenant kolonel, lid van de Tweede stand van de provincie Luxemburg.

## Charles de Bryas
Charles de Bryas was een zoon van graaf Alphonse de Bryas en van Ernestine de Croix. Zijn vader was markies van Molinghem, baron van Morialmé en van Hernicourt, lid van de adelstand zowel in Artesië als in het prinsbisdom Luik, erfachtig grootbaljuw van bossen en wouden in Henegouwen, grootbaljuw Tussen-Samber-en-Maas en majoor in het Oostenrijkse leger.
Zelf was hij officier in het Franse leger en nadien kamerheer bij koning Willem I der Nederlanden. In 1827 onder het Verenigd Koninkrijk der Nederlanden, werd hij erkend in de erfelijke adel, met de titel graaf, overdraagbaar op alle afstammelingen. In 1829 werd hij opgenomen in de Ridderschap van de provincie Namen.
Hij trouwde met Stéphanie de Draeck (Gent, 1802 - Spa, 1829), die hem kinderloos achterliet. Met zijn dood doofde deze familietak uit.